# 本禄哲英
本禄 哲英（もとろく てつえい、1930年（昭和5年）10月1日 - 2017年（平成29年）12月29日）は、日本の政治家。北海道北広島市長。

## 経歴
北海道天塩郡天塩町に生まれる。1956年（昭和31年）中央大学法学部を卒業し、北海道宗谷支庁に奉職する。次いで北海道庁に転じ、北海道民生部次長、札幌医科大学事務局長、北海道総務部知事室長、北海道議会事務局長を経て、1987年（昭和62年）10月、退職する。その後、北海道熱供給公社常務取締役を経て、1993年（平成5年）7月、広島町長に当選。1996年（平成8年）9月、市制施行により北広島市長となった。
2008年（平成18年）春の叙勲で旭日小綬章受章。2017年（平成29年）12月29日、肺炎のため死去、87歳。死没日をもって従五位に叙される。